# Stanjukowitsch-Schelfeis
Koordinaten: 69° 35′ S, 31° 5′ O
Das Stanjukowitsch-Schelfeis (russisch Шельфовый Ледник Станюковича Schelfowy Lednik Stanjukowitscha) ist ein Schelfeis an der Prinzessin-Ragnhild-Küste des ostantarktischen Königin-Maud-Lands. Es liegt in der Vestvika westlich der Riiser-Larsen-Halbinsel.
Russische Wissenschaftler benannten es. Der Namensgeber ist nicht überliefert. Ein möglicher Kandidat ist der russische Marineoffizier und Schriftsteller Konstantin Michailowitsch Stanjukowitsch (1843–1903).